# The Northman Original Motion Picture Soundtrack
Das Soundtrack-Album für den Film The Northman von Robert Eggers wurde von Robin Carolan und Sebastian Gainsborough komponiert und am 22. April 2022 veröffentlicht.

## Entstehung
Die Musik für den epischen Abenteuerfilm und Thriller The Northman von Robert Eggers wurde von dem Briten Robin Carolan, der Gründer und Betreiber des in Brooklyn ansässigen Independent-Plattenlabels Tri Angle, das bis 2020 bestand, und dem ebenfalls britischen Musikproduzenten und Komponisten Sebastian Gainsborough auch bekannt als „Vessel“ komponiert. Carolan ist ein Freund der isländische Sängerin, Musikproduzentin und Songwriterin Björk. Neben seiner Arbeit mit Björk war Carolan für Forest Swords, serpentwithfeet, Clams Casino und Holy Other tätig. Das Label Tri Angle, das zwischen 2010 und 2020 bestand, war insbesondere in der elektronischen Musikszene bekannt. Gainsborough macht neben elektronischer auch orchestrale Musik. Seine LP Order of Noise wurde von Carolan als das Tri-Angle-Imprint ausgewählt. Weitere seiner Alben wurden ebenfalls bei Tri Angle veröffentlicht. Sein Werk mischt Gesang und instrumentale Musik mit Synthetesizerklängen. Für The Northman arbeiteten Gainsborough und Carolan erstmals auch künstlerisch zusammen.
Die Musik sollte die Nöte der Figuren und die Welt in der diese leben widerspiegeln. Carolan erklärte: „Die Welt von The Northman ist hart. Alles ist voller Schmutz und jeder sieht rau aus, also musste die Partitur die Härte des Lebens zu dieser Zeit widerspiegeln.“ Für ihre Arbeit nahmen die beiden Komponisten die Hilfe des dänischen Musikers Poul Høxbro in Anspruch. Er stellte ihnen eine Reihe von archaischen Instrumenten zum Spielen zur Verfügung, wie die leierähnliche Talharpa und das Langspil, ein Saiteninstrument aus der Familie der Zithern. Diese bauten sie in die größtenteils mit Synthesizern und modernen Produktionstechniken für den Film geschaffene Klangwelt ein. Zusätzlich zu den mittelalterlichen Instrumenten nahmen die Komponisten ein großes Streicherensemble, einen Chor und eine Gruppe von Schlagwerkern auf.
Der größtenteils Anfang des 10. Jahrhunderts spielende und um König Aurvandil und seinen Sohn Amleth aufgebaute Film The Northman nimmt Geschichten aus der Zeit der Wikinger und ihren Sagen auf. Amleth ist die Zentralgestalt einer von dem dänischen Historiker Saxo Grammaticus überlieferten altdänischen Sage. Dieser lag schon Shakespeares Hamlet zu Grunde.

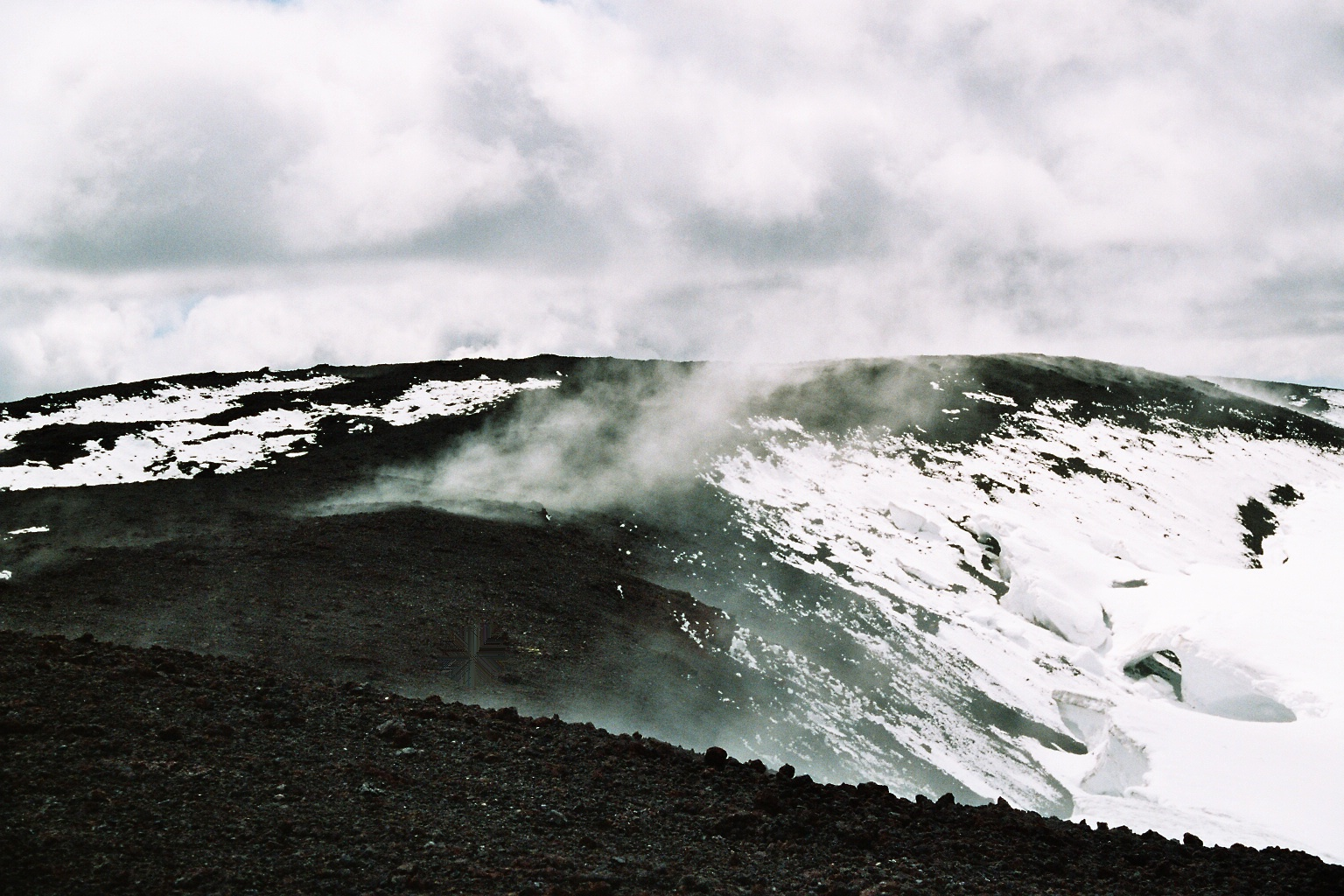
Der Vulkan Hekla gibt einem Musikstück seinen Titel

Im Film kehrt der von Ethan Hawke gespielte Wikingerkönig Aurvandil im Jahr 895 aus der Schlacht zurück in sein Inselreich Hrafnsey im Nordatlantik. Da er von einem Feind im Kampf schwer verwundet wurde, will er die Macht seinem 10-jährigen Sohn Amleth übertragen, bevor er sich in die Totenwelt verabschiedet. Fjölnir, Aurvandils Halbbruder, hat jedoch andere Pläne. Er tötet den König, um selbst den Thron zu besteigen. Amleth kann fliehen, seine von Nicole Kidman gespielte Mutter, Königin Gudrún, wird allerdings gefangen genommen. Viele Jahre später ist aus Amleth, der nun von Alexander Skarsgård gespielt wird, ein kräftiger Krieger geworden. Von einer Seherin, gespielt von Björk, wird er als Prinz erkannt und an seinen alten Schwur erinnert, lässt sich als Sklave getarnt nach Island bringen und beginnt, sein Vorhaben in die Tat umzusetzen.
Die Musikstücke sind benannt nach Personen und Figuren aus dieser Geschichte oder nach Figuren aus der nordischen und germanischen Götter- und Sagenwelt, wie Óðinn und die/eine Valkyrie beziehungsweise Valhalla, Yggdrasill und dem Draugr. Einige Stücke tragen die Namen von realen Orten, wie der Berg Vestrahorn oder der Vulkan Hekla. Teils sind die Musiktitel mit Glyphen wie Ó oder ð versehen, wie sie im Nordsamischen verwendet werden.

## Veröffentlichung
Das Soundtrack-Album mit insgesamt 43 Musikstücken wurde am 22. April 2022 von Back Lot Music als Download veröffentlicht. Zum Kinostart veröffentlichte Robin Carolan im April 2022 vorab Storm at Sea / Yggdrasill.

## Titelliste
- 1. Approaching Hrafnsey (1:40)
- 2. The King (1:57)
- 3. Entering the Temple (1:54)
- 4. Last Teardrop (3:35)
- 5. Blood Tree, Part 1 (1:33)
- 6. Strike, Brother (2:51)
- 7. Escape (2:19)
- 8. I Will Avenge You, Father (0:44)
- 9. The Land of the Rus (1:42)
- 10. A Burning Barn (1:24)
- 11. Seeress (3:24)
- 12. Raven’s Omen (2:22)
- 13. Storm at Sea / Yggdrasill (1:46)
- 14. Iceland (1:22)
- 15. I Will Save You, Mother (1:54)
- 16. Slave Work (0:56)
- 17. Guðrun (0:54)
- 18. Follow the Vixen’s Tail (1:42)
- 19. He-Witch (2:29)
- 20. Draugr (1:01)
- 21. Mound Dweller (2:55)
- 22. To the Games (0:42)
- 23. Birch Woods (1:54)
- 24. First of Many (1:21)
- 25. Trollish Sorcery (2:13)
- 26. Svið Night, Part 1 (1:32)
- 27. Svið Night, Part 2 (1:42)
- 28. I Am Your Death (0:56)
- 29. Come Morning (1:36)
- 30. I Am His Vengeance (1:19)
- 31. Óðinn (1:01)
- 32. Valkyrie (1:09)
- 33. Vestrahorn (0:39)
- 34. Hidden Valley (1:03)
- 35. Blood Tree, Part 2 (0:40)
- 36. Bloð Inside / I Choose Both (2:09)
- 37. A Maiden King (1:09)
- 38. The Wolf Has Grown (2:27)
- 39. The Gates of Hel / Slain by Iron (2:47)
- 40. Hekla (2:12)
- 41. Cut the Thread of Fate (1:13)
- 42. Make Your Passage / Valhalla (1:36)
- 43. Ættartré / End Credits (2:27)

## Rezeption
Debopriyaa Dutta von SlashFilm schreibt in ihrer Kritik, die Komponisten Robin Carolan und Sebastian Gainsborough hätten eine musikalische Kulisse geschaffen, die die raue, unversöhnliche Welt von The Northman widerspiegelt. Der Einsatz der archaischen Instrumente, wie der Leier-ähnlichen Talharpa und des Langspils, verliehen dem Soundtrack eine unbeschreibliche Aura, die von ominösem Geheimnis und einem Gefühl des Unbekannten umhüllt ist. Das Ergebnis sei im positiven Sinne albtraumhaft, nicht unähnlich dem Sound von Viking-Metal-Bands wie Týr und Tracks wie A Fine Day to Die von Bathory.

## Charterfolge
Nach seiner Veröffentlichung stieg das Album in den USA auf Platz 14 in die iTunes Soundtrack Music Albums Charts ein.